# 川本貢司
川本 貢司（かわもと こうじ、1972年6月17日 - ）は、日本の指揮者。島根県益田市出身。

## 略歴
1991年3月、島根県立益田高等学校を卒業後、同年4月、東京藝術大学音楽学部指揮科に入学。同大学では指揮を小田野宏之、若杉弘に師事した他、特別授業でセルジュ・チェリビダッケやヴァレリー・ゲルギエフからも学んだ。大学卒業後に渡米し、グスタフ・マイヤーに師事。2009年からは、本人の許可を得て世界各地のリハーサルに帯同し、シャルル・デュトワに教えを受けた。
大学在学中の1994年に第10回東京国際音楽コンクール指揮部門で3位入賞。1995年、東京シティ・フィルハーモニック管弦楽団、大阪フィルハーモニー交響楽団、九州交響楽団を指揮してデビュー。
国内においては東京フィルハーモニー交響楽団、東京シティ・フィルハーモニック管弦楽団、仙台フィルハーモニー管弦楽団、札幌交響楽団、京都市交響楽団、群馬交響楽団、大阪シンフォニカー交響楽団、大阪センチュリー交響楽団、広島交響楽団等に客演する。
2001年のヨーロッパデビュー以降は国外にも活動の場が広がり、ドイツを拠点として、スロヴァキア・フィルハーモニー管弦楽団、プラハ放送交響楽団、プラハ国立歌劇場管弦楽団、スロヴァキア放送交響楽団、スロヴェニア国立マリボル歌劇場管弦楽団、イスタンブール国立交響楽団をはじめとする世界各地のオーケストラへの客演を重ねている。
2007年5月、第59回プラハの春国際音楽コンクールにおいて3位へ入賞した。
2001年から2007年までフォアポンメルン歌劇場（ドイツ・メクレンブルク＝フォアポンメルン州）第1専属指揮者を務めた。
2008年9月、チェコ共和国のプルゼニ放送交響楽団音楽監督兼首席指揮者に日本人として初めて就任した。
2021年1月、西安交響楽団 名誉客演指揮者に、同年4月、慶應義塾ワグネル・ソサィエティー・オーケストラ常任指揮者に就任した。